# 千速晃
千速 晃（ちはや あきら、1935年3月6日 - 2007年1月22日）は、東京都出身の日本の実業家。新日本製鐵（現・日本製鉄）元会長。

## 人物
東京大学経済学部経済学科を卒業後、八幡製鐵に入社し、新日本製鐵の社長、会長を歴任。また、経済団体連合会（経団連）副会長、日本鉄鋼連盟第10代会長、国土交通省国土審議会会長などを務めた。特に新日鐵による上海宝山鋼鉄誕生（小説『大地の子』のモデル）など対中経済支援に携わり中国に太い人脈を持つことから、2005年より日中経済協会会長となった。
稲山嘉寛、永野重雄といった重鎮に秘書として仕える。アジア通貨危機で鉄鋼業界が苦境に陥った1998年、社長に就任し業績回復に尽力。在任中の2000年にブラジルの鉄鋼メーカー、ウジミナスと現地で自動車用鋼板の合弁事業を開始したほか、2001年にはフランスの鉄鋼メーカー、ユジノール（現アルセロール）とグローバル戦略提携を締結。このほか韓国の鉄鋼メーカーPOSCOとも提携し、国内では住友金属工業（新日鐵が吸収合併し、現在は日本製鉄）、神戸製鋼所と三社間提携を結ぶなど合従連衡を進め、後の新日鐵の最高益を生む土台を築く。

## 略歴
- 1957年4月:八幡製鐵入社
- 1970年3月:新日本製鐵本社企画部担当課長
- 1987年6月:新日本製鐵取締役（経営企画部長）
- 1991年6月:新日本製鐵常務
- 1995年6月:新日本製鐵副社長
- 1998年4月:新日本製鐵社長
- 2003年4月:新日本製鐵会長
- 2004年6月:三井物産社外取締役を兼務
- 2005年6月:日立製作所社外取締役を兼務
- 2007年1月：肺炎のため死去、享年71